# 大阪市立丸山小学校
大阪市立丸山小学校（おおさかしりつ まるやましょうがっこう）は、大阪府大阪市植樹がある。なにわの伝統野菜「天王寺蕪」「勝間南京」「毛馬胡瓜」等を栽培する取り組みをおこなっている。

## 沿革
1919年に東成郡天王寺第三尋常小学校として、天王寺第一尋常小学校（現在の大阪市立晴明丘小学校）、天王寺第二尋常小学校（現在の大阪市立常盤小学校）の校区を再編して、現在地（当時・東成郡天王寺村大字天王寺字茶屋前）に開校した。
その後従来の校区の一部を分離し、天王寺第四尋常小学校（現在の大阪市立天下茶屋小学校）・天王寺第六尋常小学校（現在の大阪市立阿倍野小学校）、大阪市立苗代小学校の3校が開校している。

### 年表
- 1919年9月5日 - 東成郡天王寺第三尋常小学校として創立。
- 1921年1月8日 - 東成郡天王寺第四尋常小学校の開校に伴い、北天下茶屋・飛田地区を天王寺第四小学校の校区に変更。
- 1923年7月23日 - 東成郡天王寺第六尋常小学校の開校に伴い、従来の校区の一部を天王寺第六小学校校区に変更。
- 1925年4月1日 - 大阪市への編入に伴い、大阪市丸山尋常小学校に改称。
- 1941年4月1日 - 国民学校令により、大阪市丸山国民学校に改称。
- 1944年 - 和歌山県伊都郡高野口町・応其村（以上、現在の橋本市）、妙寺町・笠田町（以上、現在のかつらぎ町）に集団疎開。
- 1945年 - 空襲で校舎焼失。
- 1947年
  - 4月1日 - 学制改革に伴い、大阪市立丸山小学校に改称。校歌制定。
  - 6月7日 - 昭和天皇が行幸（昭和天皇の戦後巡幸）[1]。
- 1951年4月1日 - 校区の一部を、新設の大阪市立苗代小学校へ分離。

## 通学区域
大阪市阿倍野区 阿倍野筋4丁目の大半・5丁目の全域、阿倍野元町（松虫通の北側のみ）、阪南町1丁目の一部、王子町1丁目、共立通、丸山通、松虫通。卒業生は基本的に大阪市立松虫中学校に進学する。

## 姉妹校
- サウス・ヤラ小学校（オーストラリア ビクトリア州メルボルン）
  - 1978年姉妹校提携。

## 出身者
- 堀内孝雄 - 歌手

## 交通
- 阪堺電気軌道上町線 松虫停留場 北西へ約200m。
- Osaka Metro谷町線 阿倍野駅 南へ約500m。
- 阪堺電気軌道阪堺線 松田町停留場 南西へ約900m、または北天下茶屋停留場 北東へ約900m。
- 南海本線・南海高野線・Osaka Metro堺筋線 天下茶屋駅 北東へ約1.2km。
- JR西日本 天王寺駅 南西へ約1.2km。